# Геннадій Чхаїдзе
Генна́дій Чхаї́дзе  (груз. გენნადი ჩხაიძე; нар. 19 червня 1974) — грузинський, киргизький та узбецький борець греко-римського стилю, чемпіон світу серед студентів, чемпіон Азії, бронзовий призер Азійських ігор, учасник двох Олімпійських ігор.

## Життєпис
Боротьбою почав займатися з 1987 року. 
Виступав за спортивний клуб профспілок, Ташкент. Тренер — Каміль Фаткулін (з 2004).

## Спортивні результати на міжнародних змаганнях

### Виступи на Олімпіадах
| Змагання                    | Збірна     | Вагова категорія                 | Місце |
| --------------------------- | ---------- | -------------------------------- | ----- |
| Літні Олімпійські ігри 2000 | Грузія     | греко-римська боротьба, до 97 кг | 5     |
| Літні Олімпійські ігри 2004 | Киргизстан | греко-римська боротьба, до 96 кг | 5     |

### Виступи на Чемпіонатах світу
| Змагання                        | Збірна     | Вагова категорія                 | Місце |
| ------------------------------- | ---------- | -------------------------------- | ----- |
| Чемпіонат світу з боротьби 1998 | Грузія     | греко-римська боротьба, до 97 кг | 12    |
| Чемпіонат світу з боротьби 1999 | Грузія     | греко-римська боротьба, до 97 кг | 5     |
| Чемпіонат світу з боротьби 2001 | Грузія     | греко-римська боротьба, до 97 кг | 16    |
| Чемпіонат світу з боротьби 2003 | Киргизстан | греко-римська боротьба, до 96 кг | 7     |
| Чемпіонат світу з боротьби 2007 | Узбекистан | греко-римська боротьба, до 96 кг | 31    |

### Виступи на Чемпіонатах Європи
| Змагання                         | Збірна | Вагова категорія                 | Місце |
| -------------------------------- | ------ | -------------------------------- | ----- |
| Чемпіонат Європи з боротьби 1999 | Грузія | греко-римська боротьба, до 97 кг | 5     |

### Виступи на Чемпіонатах Азії
| Змагання                       | Збірна     | Вагова категорія                 | Місце  |
| ------------------------------ | ---------- | -------------------------------- | ------ |
| Чемпіонат Азії з боротьби 2004 | Киргизстан | греко-римська боротьба, до 96 кг | Золото |

### Виступи на Азійських іграх
| Змагання           | Збірна     | Вагова категорія                 | Місце  |
| ------------------ | ---------- | -------------------------------- | ------ |
| Азійські ігри 2006 | Узбекистан | греко-римська боротьба, до 96 кг | Бронза |

### Виступи на інших змаганнях
| Змагання                                                         | Збірна     | Вагова категорія                 | Місце  |
| ---------------------------------------------------------------- | ---------- | -------------------------------- | ------ |
| Чемпіонат світу з боротьби серед студентів 1998                  | Грузія     | греко-римська боротьба, до 97 кг | Золото |
| Міжнародний меморіал Дейва Шульца 2004                           | Киргизстан | греко-римська боротьба, до 96 кг | Золото |
| Гран-прі Німеччини з боротьби 2007                               | Узбекистан | греко-римська боротьба, до 96 кг | Бронза |
| Олімпійський кваліфікаційний турнір з боротьби 2008 (Роме-Остія) | Узбекистан | греко-римська боротьба, до 96 кг | 5      |
| Олімпійський кваліфікаційний турнір з боротьби 2008 (Новий Сад)  | Узбекистан | греко-римська боротьба, до 96 кг | 5      |

### Виступи на змаганнях молодших вікових груп
| Змагання                                      | Збірна | Вагова категорія                 | Місце |
| --------------------------------------------- | ------ | -------------------------------- | ----- |
| Чемпіонат Європи з боротьби серед молоді 1994 | Грузія | греко-римська боротьба, до 82 кг | 10    |